# Sääperi
Sääperi eller Sääperijärvi är en sjö i Finland. Den ligger i kommunen Tohmajärvi i landskapet Norra Karelen, i den sydöstra delen av landet, 400 km nordost om huvudstaden Helsingfors. Sääperi ligger 64,3 meter över havet. Den är 7,4 meter djup. Arean är 1,18 kvadratkilometer och strandlinjen är 6,63 kilometer lång. Sjön  ingår i Jänisjokis huvudavrinningsområde.   I omgivningarna runt Sääperi växer i huvudsak blandskog.